# Alcyonidium albidum
Alcyonidium albidum är en mossdjursart som beskrevs av Joshua Alder 1857. Alcyonidium albidum ingår i släktet Alcyonidium och familjen Alcyonidiidae. Arten är reproducerande i Sverige. Inga underarter finns listade i Catalogue of Life.